# Aleksandr Rubel
 (novembre 2023).
Aleksandr Andreevich Rubel, né le 25 décembre 1980, est un tueur en série estonien d'origine ukrainienne reconnu coupable de six meurtres à Tallinn, en Estonie. Condamné comme mineur à la peine maximale prévue par la loi (huit ans d'emprisonnement), il a été libéré de la prison de Tartu le 8 juin 2006. Rubel vit maintenant à Kharkov, en Ukraine .

## Meurtres
Rubel, toxicomane, respire des vapeurs d'essence avant de commettre ses crimes.
Le 19 septembre 1997, Rubel tue Tõnu Põld (né en 1952), un voisin handicapé. Selon le témoignage de Rubel, il souhaitait tuer quelqu'un à ce moment-là et avait choisi Põld comme première victime, sachant qu'il ne pouvait pas se défendre efficacement.
Le 7 novembre 1997, Aleksei Pavlov, la deuxième victime de Rubel, a tout d'abord été poignardé à quatre reprises par son père, Andrei Rubel. Selon son témoignage, Pavlov avait été invité par les Rubel et Andrei Rubel avait cru que Pavlov avait fait la cour à sa femme. À la suite de cette agression, Aleksandr Rubel a emmené Pavlov dans une pièce vide de la maison, où il l'a étranglé et l'a jeté par la fenêtre du troisième étage.
Andrei Rubel est condamné à sept ans d'emprisonnement pour complicité de meurtre[Quand ?].
Entre le 22 et le 24 janvier 1998, Rubel poignarde à mort Jevgeni Shelest (né en 1947) sur la plage de Stroomi.
Le 2 février 1998, Rubel décapite Vladimir Ivanov (né en 1954), un passant. Rubel a dépecé et décapité Ivanov avec une hache après lui avoir demandé une cigarette et cinq couronnes pour l'essence.
Le 9 février 1998, Rubel a tué Olga Voronkova (née en 1944), locataire voisine dans l'immeuble dans lequel Rubel résidait à Kopli (Kopli 100B).
Entre le 28 février et le 1er mars 1998, Rubel tue à son domicile Vladimir Kinzerski (né en 1944).
Le 4 juin 1998, Rubel tue la jeune Alice Siivas (née le 22 février 1983), âgée de 15 ans, à Paljassaare.

## Sources
- Postimees 11 février 1999: Sarimõrvar nautis verd ja surma de Tiiu Põld
- Postimees, 16 février 1999: par Sarimrtsukas jäi süüdi seitsme inimese tapmises de Tiiu Põld
- SL Õhtuleht 5 avril 2006: Kopli sarimõrvar pääseb vabadusse
- Postimees 7 juin 2006: Sarimõrvar Rubel vabaneb homme vanglast
- SL ulehtuleht 9 juin 2006: Kas tapakirg sur le taltunud?